# Saison 2 de FBI
Chronologie
Saison 1 Saison 3
La deuxième saison de FBI est constituée de dix-neuf épisodes.

## Synopsis
À la suite du départ de l'agent Mosier, Isobel Castille prend la direction du FBI à New York. L'équipe accueille un nouvel agent, Stuart Scola, qui accompagne l'ex-analyste, Kristen Chazal, ayant récemment obtenu son badge. Ensemble ils continuent de protéger la ville et ses habitants.

## Distribution

### Acteurs principaux
- Missy Peregrym (VF : Stéphanie Hédin) : Maggie Bell
- Zeeko Zaki (VF : Jim Redler) : Omar Adom « OA » Zidan
- Ebonée Noel (en) (VF : Laetitia Laburthe) : Kristen Chazal
- John Boyd (VF : Yoann Sover) : Stuart Scola
- Alana de la Garza (VF : Chantal Baroin) : Isobel Castile
- Jeremy Sisto (VF : Maurice Decoster) : Jubal Valentine

### Acteurs récurrents
- Derek Hedlund : Agent spécial JT
- James Chen (VF : Stéphane Fourreau) : Ian Lim
- Thomas Phillip O'Neil (VF : Fabrice Josso) : Dr Neil Mosbach
- Taylor Anthony Miller (VF : Nicolas Djermag) : Kelly Moran
- Roshawn Franklin (VF : Jérémie Bedrune) : Trevor Hobbs
- Vedette Lim (VF : Angèle Humeau) : Elise Taylor
- Catherine Haena Kim (VF : Geneviève Doang) : Agent Emily Ryder

### Invités deFBI: Most Wanted
- Julian McMahon (VF : Arnaud Arbessier) : Jess LaCroix
- Kellan Lutz (VF : Stéphane Pouplard) : Ken Crosby
- Roxy Sternberg (VF : Corinne Wellong) : Sheryll Barnes
- Keisha Castle-Hughes (VF : Julie Mouchel) : Hana Gibson

### Invités deChicago P.D.
- Tracy Spiridakos (VF : Olivia Luccioni) : Hailey Upton

## Liste des épisodes
1. Haine et vengeance
2. Derrière l'écran
3. Justice pour personne
4. Les Aveux
5. Sortie de route
6. Tu es un homme mort
7. Secret médical
8. Nom de code : Ferdinand
9. Patrick Miller a disparu
10. Faute d'attention
11. Répercussions
12. Deepfake
13. Le Prix à payer
14. Studio Gangster
15. Opération Mensor
16. La Panic Room
17. Promesses brisées
18. Le Rêve américain
19. Une erreur de jeunesse / Sous emprise

### Épisode 1:Haine et vengeance
- États-Unis : 24 septembre 2019 sur CBS
- France : 4 janvier 2021 sur Série Club

- États-Unis : 8.83 millions de téléspectateurs[1]

- Jared Fareed Ward : Joseph Nasser
- Jack DiFalco : Justin Murphy
- Nik Sadhnani : Karim Gamal
- Paul Karmiryan : Rhami Maroun
- Alok Tewari : Ray Samra
- Faruk Amireh : Superintendant
- Ethan Hova : Michael Moosa
- Cindy Cheung : Ann, représentante de la police de New York
- Dahlia Azama : Zara
- Jon Haslam : Steve Gorman
- Anthoula Katsimatides : Sarah, représentante de la NSA
- Billy Rick : Agent #1
- Jean Chung : Victoria Gorman
- Márcio Martha : Thomas
- Joseph Gerard Sabatino : Patron du bar
- Alexandra Berti : Agent (non-créditée)
- Mark Lehneman : Membre de l'équipe de déminage de la police de New York (non-crédité)

### Épisode 2:Derrière l'écran
- États-Unis : 1er octobre 2019 sur CBS
- France : 4 janvier 2021 sur Série Club

- États-Unis : 9.46 millions de téléspectateurs[2]

- Sebastian Arcelus : Drew Harper
- Amy Rutberg : Stacy Harper
- Jordan Gelber : Todd Crebins
- Patrick Murney : Wayne Rydell
- Craig Wroe : Art Colby
- Nemuna Ceesay : Karen
- Caroline Huey : Lisa Defacio
- Jacopo Rampini : Nick
- Martin Barabas : Howard Hirsh
- Brad Fraizer : Trooper Fox
- Joe Feldman-Barros : Barista
- Natasha Murray : Technicien
- Owen Dammacco : Eli Harper

### Épisode 3:Justice pour personne
- États-Unis : 8 octobre 2019 sur CBS
- France : 4 janvier 2021 sur Série Club

- États-Unis : 8.70 millions de téléspectateurs[3]

- Guy Lockard : Len Barker
- Fernando Chien (en) : Ray Zhao
- MaYaa Boateng : Sasha Harris
- Nicholas Baroudi : Christopher Wharton
- Cindy Cheung : Ann, représentant de la police de New York
- Sasha Alexander : Valérie Caldwell
- Jacob Knoll : Daniel Harley
- Terron Jones : Wayne Simmons
- Jennifer Blood : Gabriella Delgado
- Paul Hickert : Bill Sullivan
- Carmen Lamar Gonzalez : Carla Flores, technicienne en déminage
- Sarah Hayon : Paula Alvarez
- Greg Brostrom : Alex Peters
- Max Wolkowitz : Responsable des affaires publiques
- Richard Torres : Officier de police du Capitole
- Christopher Gullo : Sapeur-pompier (non-crédité)
- Mark Lehneman : Invité du dîner (non-crédité)
- Alexandra Lopez Galan : Journaliste (non-crédité)

### Épisode 4:Les Aveux
- États-Unis : 15 octobre 2019 sur CBS
- France : 11 janvier 2021 sur Série Club

- États-Unis : 8.75 millions de téléspectateurs[4]

- Tyrone Marshall Brown : Damon Stokes
- Shayvawn Webster : Patrice
- Tommy Nelson : Ivan Childress
- Rebecca Watson : Judy
- Anthony Goes : Hank Cafferty
- Carrington Vilmont : Bruce Gulley
- Stephanie Rocio : Jasmine
- Garrett Richmond : Ace, le barman
- Einar Gunn : Superviseur
- Jerusha Cavazos : Trina Morton
- Victoria Bermudez : Amie de Trina
- Jamar Greene : Videur
- Jequan Jackson : Caleb Jackson
- Ejyp Johnson : Manager
- Darwin Harris : Propriétaire du club
- Salar Ghajar : Jim Housley Dietz
- Kyle W. Brown : Patron (non-crédité)
- Teniece Divya Johnson : Patron du bar (non-crédité)
- And Palladino : Technicien (non-crédité)

### Épisode 5:Sortie de route
- États-Unis : 22 octobre 2019 sur CBS
- France : 11 janvier 2021 sur Série Club

- États-Unis : 8.87 millions de téléspectateurs[5]

- Michael McGrady : Tom Brennan
- Erin Darke : Laura Russo
- Elia Monte-Brown : Andrea Navarro
- Juan Gabriel Pareja : Miguel Boaz
- Mara Davi : Samantha Kelton
- Stephen Badalamenti : Steve Vann
- Claybourne Elder : Jim Russo
- Raul Aranas : Manager du motel
- Alejandro Santoni : Jorge Madrigal
- Austin Iredale : Alec
- Joshua Cameron : Barman
- Jeff Torres : Pedro Velez / Tireur #2 / Détective
- Natasha Murray : Technicien
- Talia Cuomo : Abigail Valentine
- Caleb Reese Paul : Tyler Valentine
- Theodore Helm : Fils de Russo #1
- Joseph DeCandia : Fils de Russo #2
- Bob Leszczak : Employé de bureau de construction (non-crédité)

### Épisode 6:Tu es un homme mort
- États-Unis : 5 novembre 2019 sur CBS
- France : 16 janvier 2021 sur Série Club

- États-Unis : 8.54 millions de téléspectateurs[6]

- Yasmine Aker : Mona Nazari
- Jordan Monaghan : Elena Bondar
- Nick Gracer : Nikolas Christo
- Lucas Kerr : Cam Buckley
- Kara Jackson : Lydia Forman
- Eshan Bay : Trey Clark
- Dave Register : Matt Armand
- Joel Van Liew : Douglas Wells
- J.C. Montgomery : Détective Harden
- Anissa Felix : Candice
- Alex Ringler : Brad Hughes
- Marisa Jade Parry : Femme
- Sarah Biehler : Svetlana
- Mascha Mareen : Jane Garrett
- Alexandra Berti : Agent (non-créditée)
- Iván Amaro Bullón : Gangster albanais (non-crédité)
- Mark Lehneman : Trader de Wall Street (non-crédité)

### Épisode 7:Secret médical
- États-Unis : 12 novembre 2019 sur CBS
- France : 18 janvier 2021 sur Série Club

- États-Unis : 8.87 millions de téléspectateurs[7]

- Faran Tahir : Ravi Sharma
- Erinn Ruth : Corinne Baker
- Andrew Rothenberg : Tommy Ward
- Andre B. Blake : Robert Cabot
- Michael Abbott Jr. : Jack Shelby
- Bryce Romero : Luke Wagnor
- Tom Kemnitz Jr. : Wallace Bixby
- Layla Khoshnoudi : Alicia Barnes
- Shelley Thomas-Harts : Agent Jane Cisneros
- Donnie Keshawarz : Yousef
- John Mazurek : Marc Wagner
- J. Paul Nicholas : Détective Adams
- Gabrielle Lee : Sheryl Cabot
- Amy Staats : Rachel Ward
- Zack Calderon : Daniel Garcia
- Katharine Chin : Serveur
- Chavonne Rogers : Barman
- Matthew Jacob : Videur
- Chris Barnes : Chauffeur de camion-poubelle (non-crédité)
- Christopher Kien Dao : Piéton / Technicien (non-crédité)
- Mark Lehneman : Piéton (non-crédité)

### Épisode 8:Nom de code: Ferdinand
- États-Unis : 19 novembre 2019 sur CBS
- France : 23 janvier 2021 sur Série Club

- États-Unis : 8.83 millions de téléspectateurs[8]

- Tom Lipinski : Ben Blake
- Shannon Marie Sullivan : Lisa Blake
- Eric William Morris : Jeremy Parks
- Erica Fae : Annie Webber
- Abena : Technicienne
- L. James : Chauffeur de taxi
- Thaddeus Daniels : Lieutenant Briggs
- Amr Elsheikh : Farhad Amiri
- Steve Rizzo : Frank Warren

### Épisode 9:Patrick Miller a disparu
- États-Unis : 26 novembre 2019 sur CBS
- France : 25 janvier 2021 sur Série Club

- États-Unis : 8.81 millions de téléspectateurs[9]

- Jade Fernandez : Jessica Sanchez
- Maynor Alvarado : Marco Gomez
- Jay Klaitz : Tim Squires
- Jake Ventimiglia : Max Bailey
- Evan Williams : Patrick Miller
- Dina Pearlman : Leslie Brem
- Darlesia Cearcy : Juge
- Patrick Boll : Mike Harris
- Mark Kenneth Smaltz : John D'Amato
- Alison Whitehurst : Vanessa Gallo
- Mister Fitzgerald : Alex Williams
- Leticia Castillo : Mère de Kayla
- Michael Kelberg : Détective Mark Garcia
- Ashley Marie Ortiz : Ana Sanchez
- Omar Torres : Agent ICE #1
- La Daniella : Kayla
- Sibel Damar : Agent du FBI
- Joseph Cassese : Agent ICE #2
- Brian Lucas : Banger #1
- Julia Effertz : Ana (non-créditée)
- Mark Lehneman : Maréchal (non-crédité)

### Épisode 10:Faute d'attention
- États-Unis : 17 décembre 2019 sur CBS
- France : 30 janvier 2021 sur Série Club

- États-Unis : 8.47 millions de téléspectateurs[10]

- Amanda Warren : Sloan Wallace
- Gretchen Hall : Leigh Cameron
- Ted Sutherland : Andrew Cameron
- Harry Zittel : Jordan Cameron
- Laiona Michelle : Barbara Long
- Will Chase : Détective Harry Bloom
- Christopher Halladay : Lyle Manning
- Candace Bryant : Grace Lennon
- Leah Bezozo : Hannah Bloom
- Cristina Zozaya Madero : Liz Dauber
- Romy Nordlinger : Avocate
- Tyler Fauntleroy : Barman
- Eric Payne : Orstad
- Isabelle Pierre : Inspectrice de la criminelle
- Phyllis Bash : Vieille femme
- Ken Holmes : Agent du FBI (non-crédité)
- Mark Lehneman : Participant au discours (non-crédité)
- Lauren Yaffe : Travailleur social / Participant au discours (non-crédité)

### Épisode 11:Répercussions
- États-Unis : 7 janvier 2020 sur CBS
- France : 1er février 2021 sur Série Club

- États-Unis : 9.32 millions de téléspectateurs[11]

- Catherine Haena Kim : Agent spécial Emily Ryder
- Maureen Sebastian : Sarah Baines / Motocycliste
- Anastasia Barzee : Lila Robbins
- Don Noble : Carl Sims
- Sara Bues : Gayle Dixon
- Kelly Fairbrother : Ava Mercer
- David Healy : Keith Gilroy
- Jerry Kernion : Ray Shoals
- Ryan Vincent Anderson : Détective King
- Declan Eells : Motard
- Sergio King : Enfant
- Kurt Uy : Médecin urgentiste #1
- Shirleyann Kaladjian : Médecin urgentiste #2
- Rachel Caplan : Paramédic
- Terralon Walker : Infirmière des urgences
- Jesenia Ortiz : Infirmière
- Gus Scharr : Concierge

### Épisode 12:Deepfake
- États-Unis : 14 janvier 2020 sur CBS
- France : 6 février 2021 sur Série Club

- États-Unis : 8.57 millions de téléspectateurs[12]

- Leslie Silva : Agent de la NSA Dawson
- Ibrahim Renno : Adam Mizrah
- Aaron Roman Weiner : Frank Ryan
- Jeremy Davies : Kenneth Bates
- John Siciliano : Paul Chambers
- Brian Sears : James Leavins
- Anthoula Katsimatides : Sarah, représentante de la NSA
- Cortney Gift : Détective Chase
- Janinah Burnett : Manager de la banque
- Adam Gagan : Vendeur de Hot Dog
- Neil Fleischer : Voisin
- Jesus-Papoleto Melendez : Facteur
- Jenny Burks : Policier du parking
- Sibel Damar : Manipulateur K9 du SWAT
- Paul Scanlan : Chef d'équipe du SWAT
- T.J. Washington : Vigile
- Ken Holmes : Agent du FBI (non-crédité)
- Mark Lehneman : Piéton interrogé (non-crédité)
- Daniel Maysen : Voleur de banque (non-crédité)

### Épisode 13:Le Prix à payer
- États-Unis : 21 janvier 2020 sur CBS
- France : 8 février 2021 sur Série Club

- États-Unis : 9.24 millions de téléspectateurs[13]

- Chris Bauer : Dan Osborne
- Christina Kirk : Lori Osborne
- Justina Adorno : Gina Ramos
- Adam Heller : Howard Maybry
- Ryan Jonze : Roy Hoffman
- Ava DeMary : Beth Kimball
- Zeus Taylor : Warren Cooper
- Xander Black : Jake Osborne
- Jared Bybee : Sean Ellis
- Jayson Wesley : Paramédic
- Melissa Rakiro : Rédacteur

### Épisode 14:Studio Gangster
- États-Unis : 28 janvier 2020 sur CBS
- France : 13 février 2021 sur Série Club

- États-Unis : 9.26 millions de téléspectateurs[14]

- Maestro Harrell : Big Trey
- Sean Anthony Baker : Tumper
- Yasmine Aker : Mona Nazari
- Mara Davi : Samantha Kelton
- Rachel Nicks : Davina
- Racquel Palmer : Christine Depriest
- Justiin Davis : Evan Miller
- Sarah Wilson : Allison Conway
- Wallette Watson : Maya Depriest
- Carolina Espiro : Détective Gates
- Elise Rovinsky : Kate Atherton
- Carson Fox Harvey : Mec branché
- Tenisi Davis : Banger #1
- Caleb Reese Paul : Tyler Valentine
- Derrick Simmons : Informateur #1
- Tope Oni : Informateur #2
- Seth Andrew Bridges : Scott Conway
- Zach Mellado : Fêtard (non-crédité)

### Épisode 15:Opération Mensor
- États-Unis : 11 février 2020 sur CBS
- France : 15 février 2021 sur Série Club

- États-Unis : 8.93 millions de téléspectateurs[15]

- Quincy Dunn-Baker : Terry Brooks
- Brian Kamei : Nur Rojak
- R. Ward Duffy : John Van Leer
- Cindy Cheung : Ann, représentante de la police de New York
- Bridget Barkan : Lacey Ritter
- Gina Ferrall : Janet Preston
- Roger Anthony : Ibrahim Khan
- William Phelps : Daniel Khan
- Patrice Bell : Allison Bryan, représentante du DHS
- Erinn Anova : Diana Oldham, agent de police d'État
- Enzo Cellucci : Kevin McGuire
- Andre Da Silva : Luke Hodge
- Warren Bub : David Mills
- Jason SweetTooth Williams : Maître du quai
- Cedric Cannon : Chef de la police de New York
- James Wilcox : Chef du DHS
- Shaun Hudson : Vétéran de West Point (non-crédité)

### Épisode 16:La Panic Room
- États-Unis : 18 février 2020 sur CBS
- France : 20 février 2021 sur Série Club

- États-Unis : 9.22 millions de téléspectateurs[16]

- Brendan Sexton III : Mike Helton
- Darren Goldstein : Nathan Ford
- Grace Narducci : Chloe Ford
- Henry Clarke : Jason Parks
- Thiago Macklin : Sergio
- Jorge Humberto Hoyos : Alphonso Gomez
- Sam Morales : Abigail Porter
- Marchelle Thurman : Sergent Jones
- Paul Scanlan : Chef de l'équipe du SWAT
- Sibel Damar : Canine Handler
- Henry Gainza : Homme
- Anthony Quinn Williams : Membre du SWAT #1
- Anaïs Blake : Fille #1
- Mia Cusianovic : Fille #2
- Melanie Rothman : Stephanie Rice
- Lauren O'Brien : Amie de Chloe (non-créditée)
- Jonathan Sienkiewicz : Tyler (non-crédité)

### Épisode 17:Promesses brisées
- États-Unis : 10 mars 2020 sur CBS
- France : 22 février 2021 sur Série Club

- États-Unis : 8.30 millions de téléspectateurs[17]

- Yasmine Aker : Mona Nazari
- Ty Jones : Roman Bryant
- Van Hansis : Todd Conroy
- Jelani Alladin : Alex Bryant
- Joe Carroll : Pete Bradford
- Kevin Carrigan : Arthur Mitchell
- Manny Galan : Benny Delgado
- Bianca LaVerne Jones : Détective Wanda Howard
- Tom Paolino : Détective de la police de New York
- Danielle Alonzo : Selina
- Carolyn Holding : Nicole Mitchell
- Samantha Wendorf : Officier de la police de New York
- Paul Scanlan : Chef de l'équipe du SWAT
- Ellen Bryan : Ambulancier
- Megan Allison Hayes : Femme

### Épisode 19:Une erreur de jeunesse / Sous emprise
- États-Unis : 31 mars 2020 sur CBS
- France : 27 février 2021 sur Série Club

- États-Unis : 10.85 millions de téléspectateurs[19]

- Carolyn Braver : Harper Quinlan
- Jon McCormick : Lucas Reed
- Joseph Raymond Lucero : Marco
- Mark Rowe : Tom Quinlan
- Jason Cottle : Frank Pritchard
- Nathaniel De La Rosa : Santiago Gonzalez
- Kenneth Lee : Professeur Banks
- Danish Karthik : Aman Patel
- Damian Buzzerio : Détective Lopez
- Sarah Dacey-Charles : Prévôt Kaplan
- Guy Wellman : Garde
- Coledyn Garrow : Enfant latino
- Samantha Browne-Walters : Étudiant (non-crédité)
- Ken Holmes : Homme dans le parc (non-crédité)
- Mark Lehneman : Spectateur (non-crédité)